# Kronstadts havskatedral
Kronstadts havskatedral (ryska: Морской Никольский собор; translitteration: Morskoj Nikol'skij sobor) är en rysk-ortodox katedral belägen i staden Kronstadt i Sankt Petersburgs federala stadsområde, i den västra delen av europeiska Ryssland.
Katedralen tillhör det rysk-ortodoxa stiftet Sankt Petersburgs stift.

## Historik
Kronstadts havskatedral började att byggas år 1903 och stod klar. 1913 efter ritningar av Vasilij Kosiakov till Ryska flottans 200-årsjubileum.
Katedralen slutade användas 1927 och stängde igen 1929 för att senare användas som biograf, konserthus och flottmuseum.
Efter Sovjetunionens upplösning började man reparera katedralen och 28 maj 2013 återinvigdes den.

## Övrigt
En liten bit bort från katedralen finns även en trädgård och ett monument för admiralen Stepan Makarov som omkom på ett krigsfartyg i april 1904 efter att fartyget hade sprängts av en japansk sjömina.

## Bilder

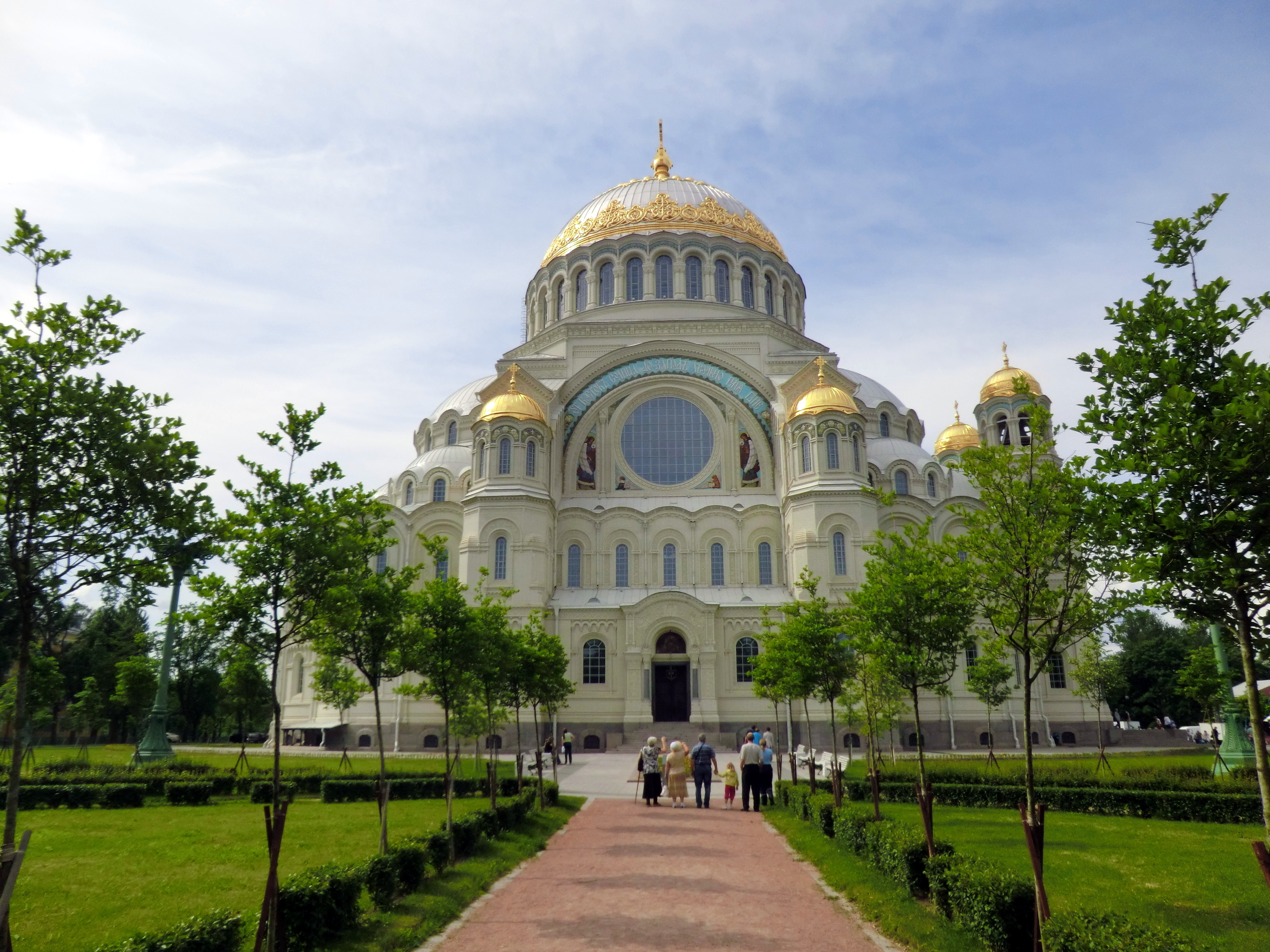
Bild från trädgården med katedralen i bakgrunden.
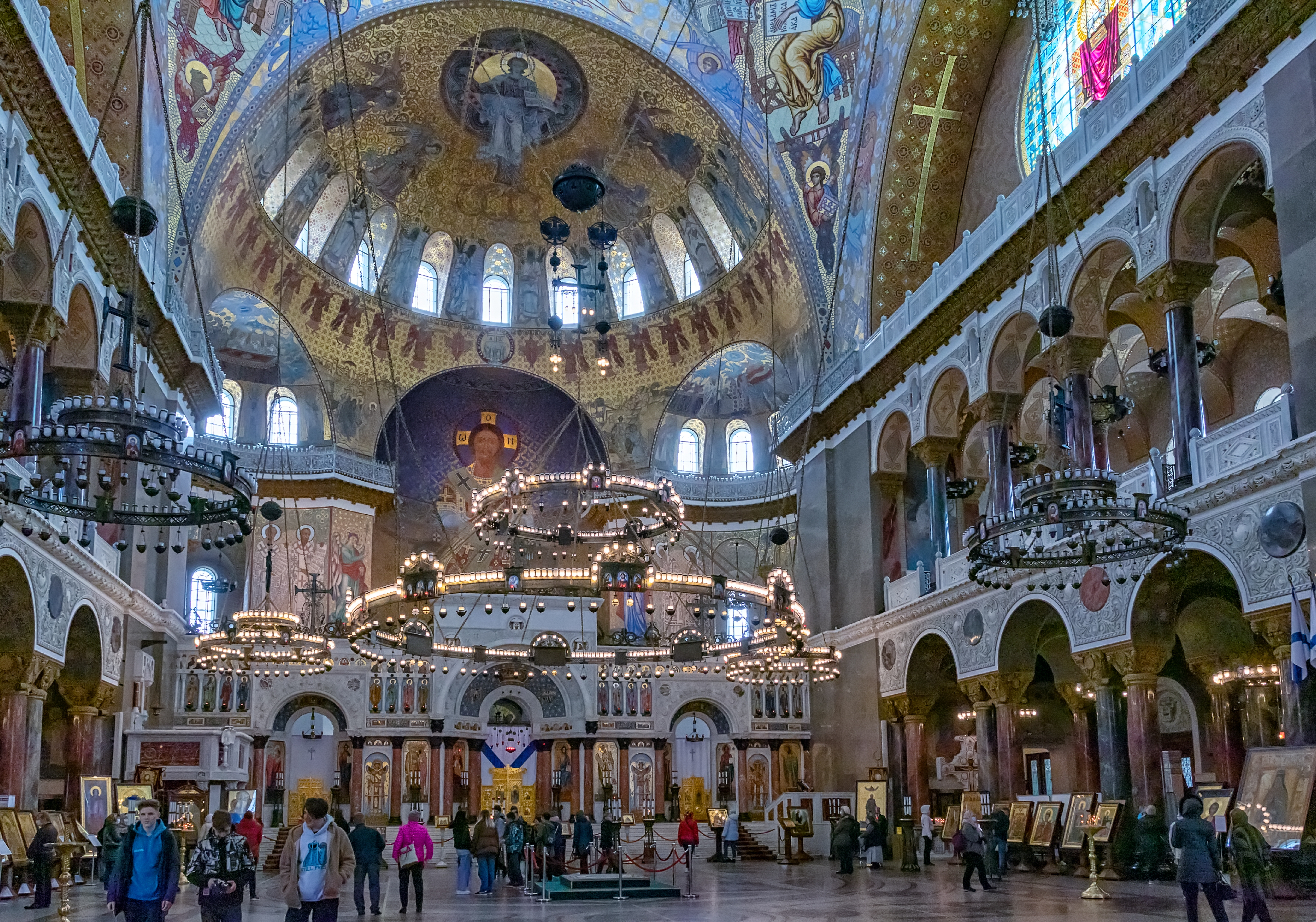
Katedralens interiör mot ikonostasen.
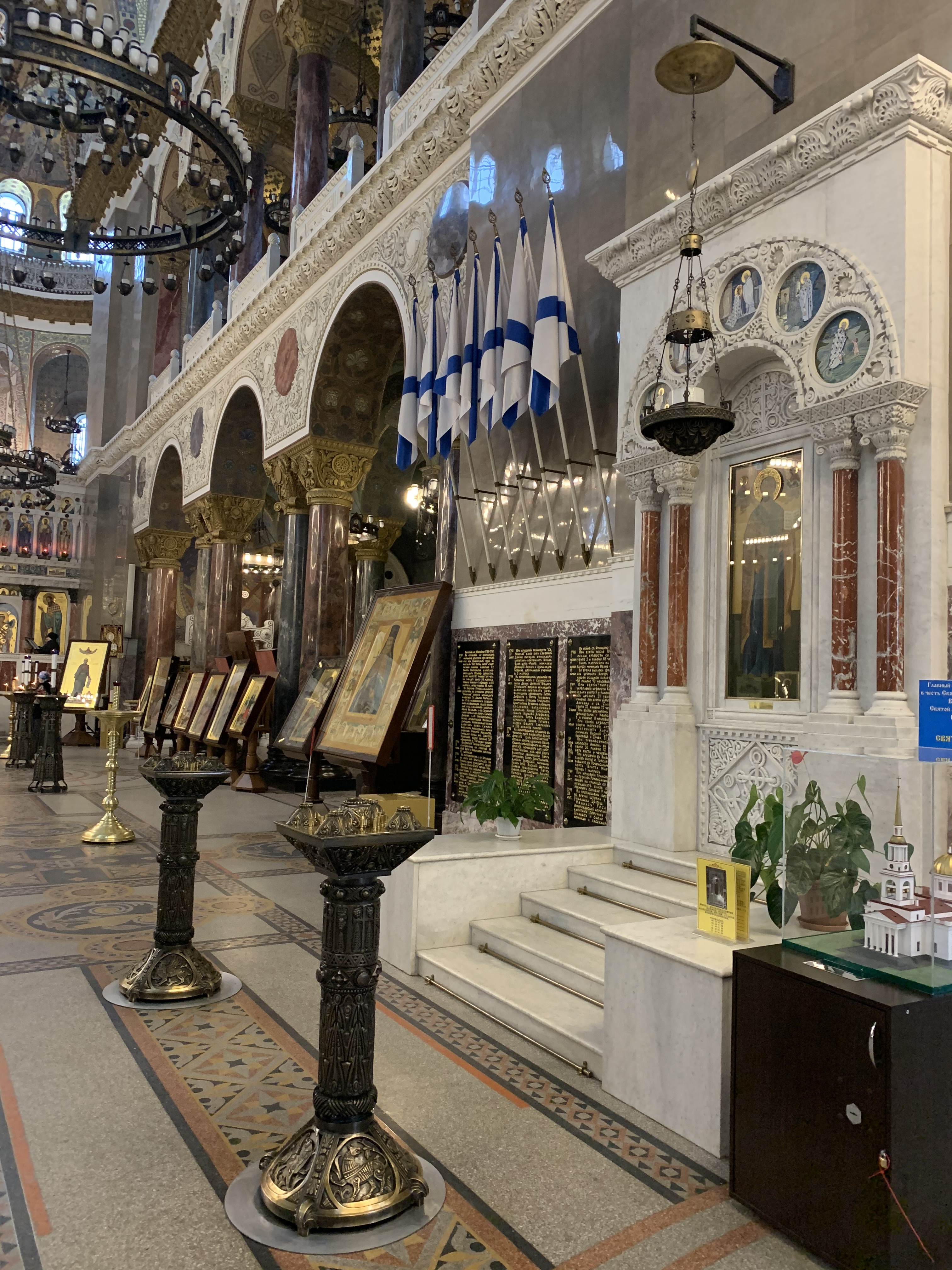
Interiör.
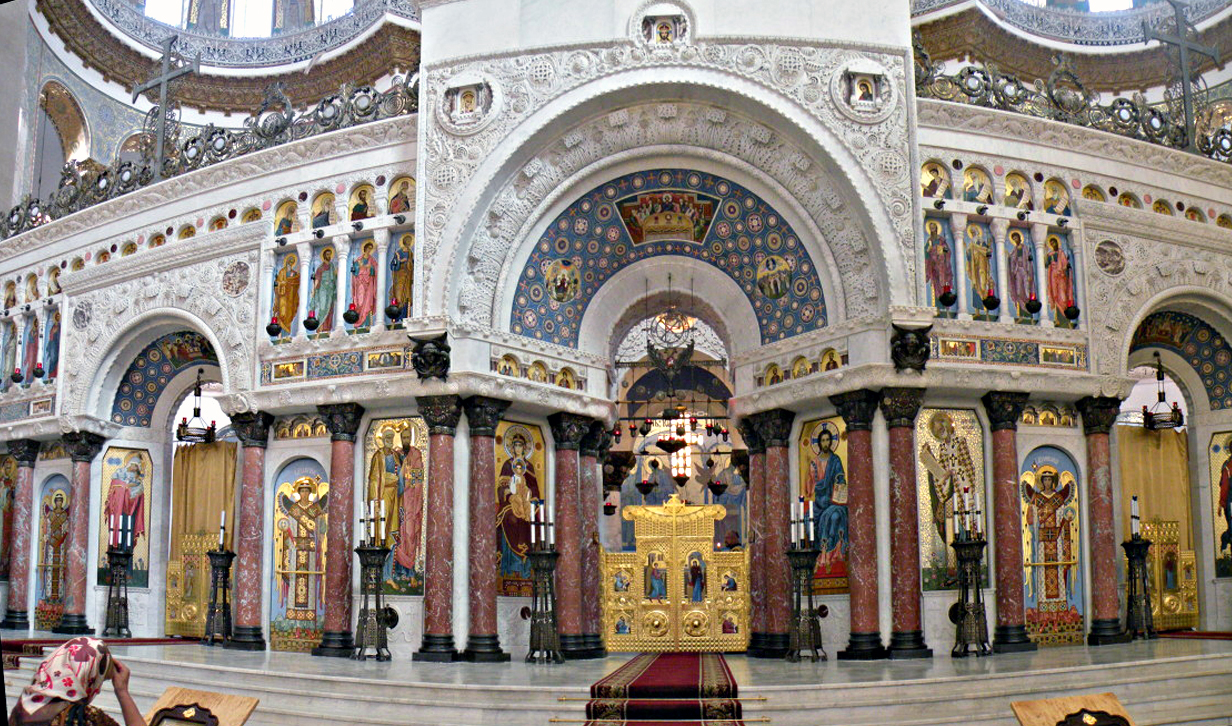
Ikonostasen.
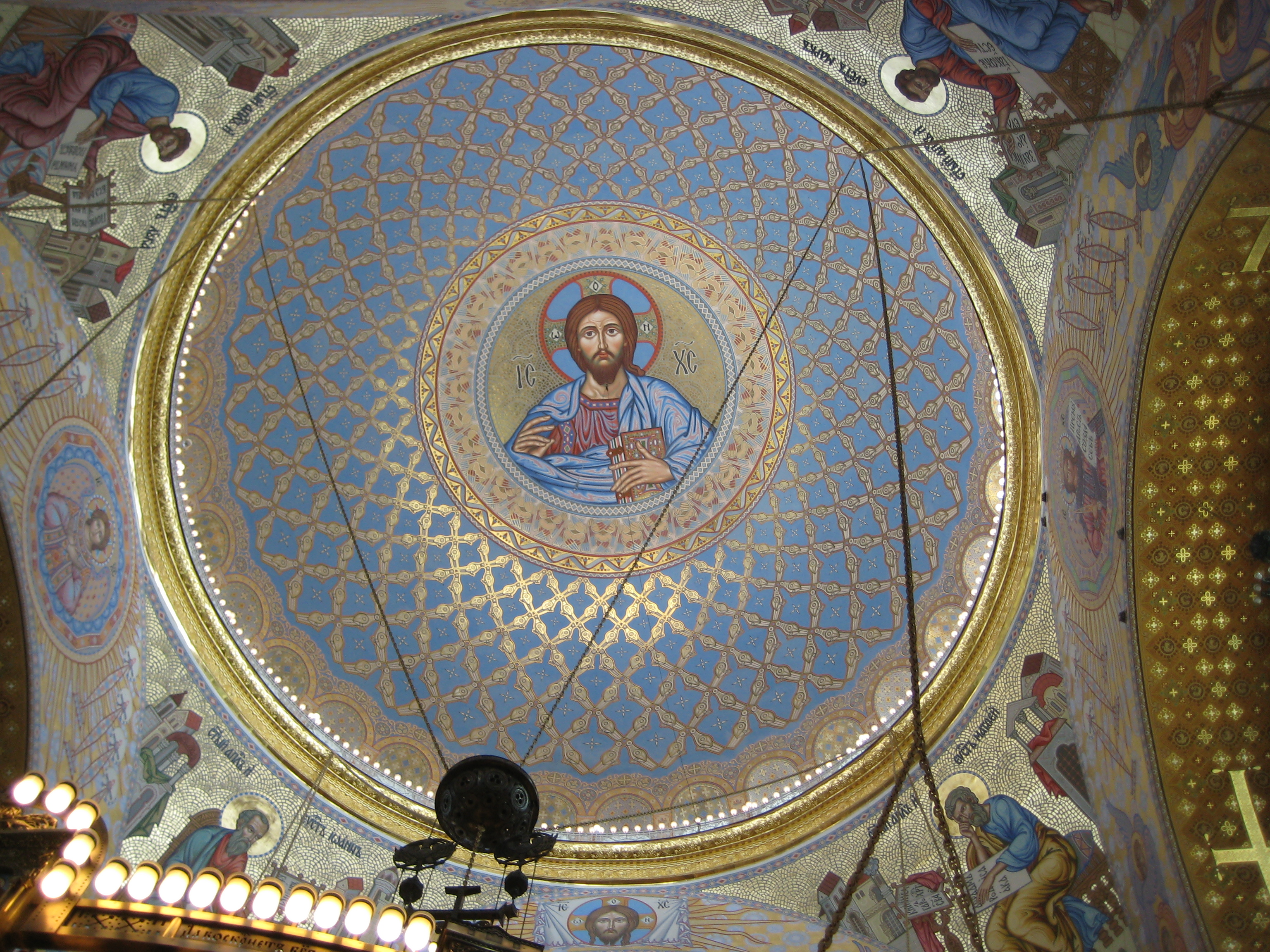
Kupolen inifrån.
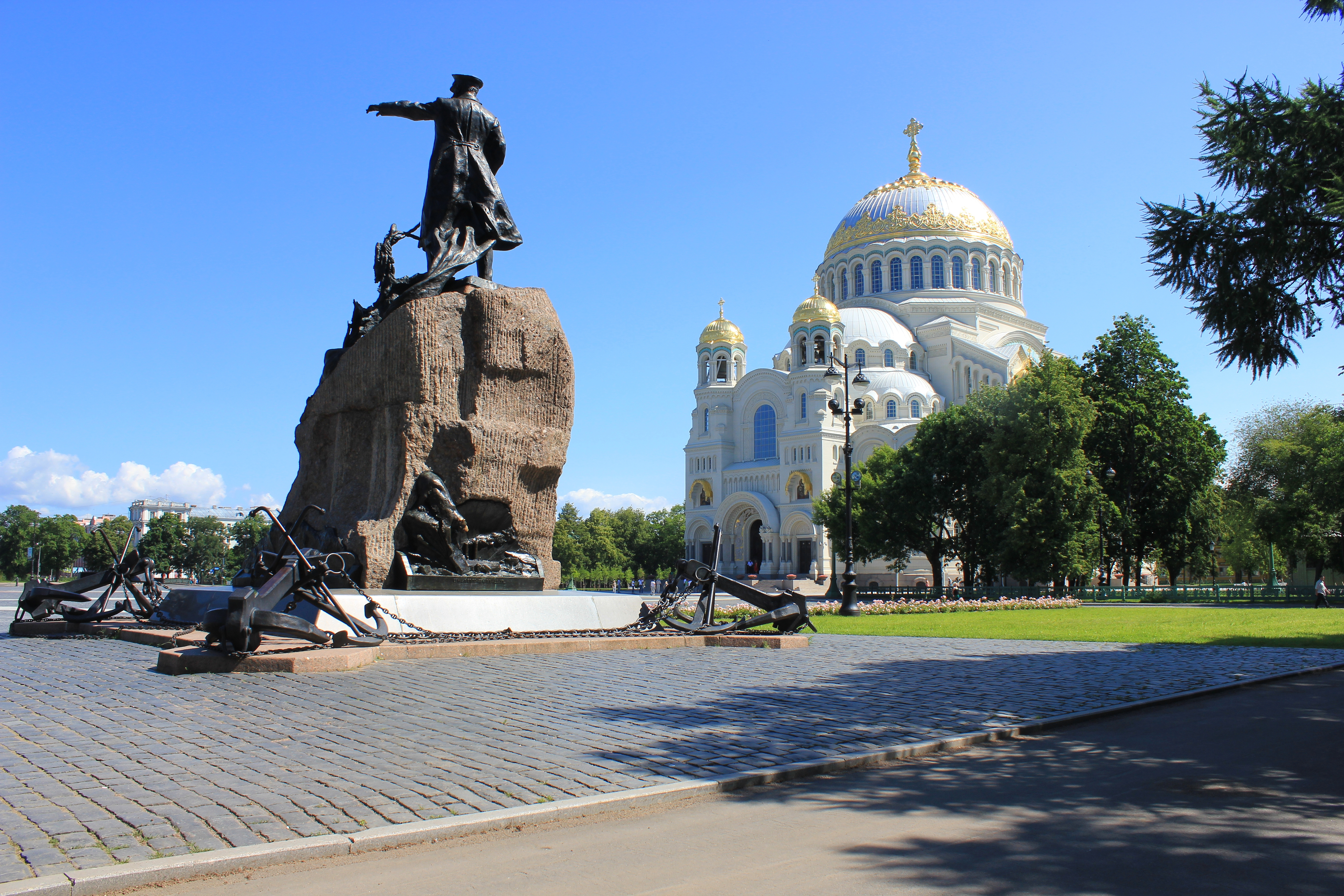
Monumentet för admiralen Stepan Makarov med katedralen i bakgrunden.